# Joseph F. Holt
Joseph Franklin Holt III (* 6. Juli 1924 in Springfield, Massachusetts; † 14. Juli 1997 in Santa Maria, Kalifornien) war ein US-amerikanischer Politiker. Zwischen 1953 und 1961 vertrat er den Bundesstaat Kalifornien im US-Repräsentantenhaus.

## Werdegang
Joseph Holt zog im Alter von einem Jahr mit seinen Eltern nach Los Angeles, wo er die öffentlichen Schulen besuchte. Zwischen 1943 und 1945 diente er während der Endphase des Zweiten Weltkrieges im Marine Corps, in dem er bis zum Leutnant aufstieg. Nach dem Krieg studierte er bis 1947 an der University of Southern California. Danach arbeitete er unter anderem in der Versicherungsbranche. Gleichzeitig schlug er als Mitglied der Republikanischen Partei eine politische Laufbahn ein. Er wurde Vorsitzender der Young Republicans in Kalifornien. Während des Koreakrieges wurde er für das Marine Corps reaktiviert. Für seine militärischen Verdienste erhielt er das Purple Heart.
Bei den Kongresswahlen des Jahres 1952 wurde Holt im 22. Wahlbezirk von Kalifornien in das US-Repräsentantenhaus in Washington, D.C. gewählt, wo er am 3. Januar 1953 die Nachfolge von John Phillips antrat. Nach drei Wiederwahlen konnte er bis zum 3. Januar 1961 vier Legislaturperioden im Kongress absolvieren. Diese waren von den Ereignissen der Bürgerrechtsbewegung und des Kalten Krieges bestimmt. 1960 verzichtete Holt auf eine weitere Kandidatur. In den folgenden Jahren war er als Geschäftsberater tätig. 1968 bewarb er sich erfolglos um seine Rückkehr in den Kongress. Er starb am 14. Juli 1997 in Santa Maria.